# Kohortenisolierung
Eine Kohortenisolierung (auch Gruppenisolierung) ist eine seuchenhygienische Maßnahme zur Expositionsprophylaxe, um ein weiteres Ausbreiten einer Infektionskrankheit oder multiresistenter Erreger zu verhindern. Im Gegensatz zur Einzelisolierung, bei der nur ein Patient räumlich und durch hygienische Schutzmaßnahmen vom Kontakt zu weiteren empfänglichen Personen abgeschieden wird, beruht die Kohortenisolierung auf einer gemeinsamen räumlichen Unterbringung der Infizierten. Die Kohortenisolierung wird immer dann angewendet, wenn bei einem Ausbruchsgeschehen bzw. einer Epidemie nicht ausreichend Einzelräume zur Verfügung stehen oder die gleichartige Betreuung der Patienten in der Isolierung einfacher möglich ist.
Die Isolierung einer Gruppe von Personen, die nicht erkrankt sind oder bei denen keine Keimbesiedelung festgestellt wurde, die jedoch als Kontaktpersonen möglicherweise infiziert sind, wird nicht als Kohortenisolierung, sondern als Quarantäne bezeichnet.

## Voraussetzung
Voraussetzung für eine Kohortenisolierung ist eine Infektion mit einem gleichartigen Krankheitserreger, der mikrobiologisch oder virologisch nachgewiesen wurde, oder ein Ausbruch einer Erkrankung, bei der ein gleichartiger Erreger angenommen werden kann. Letzteres ist häufig bei saisonalen Ausbrüchen von viralen Gastroenteritiden oder der saisonalen Influenza der Fall. Bei entsprechend bekannter epidemiologischer Situation ist in diesem Fall bei einer typischen Symptomatik und möglichem Kontakt des Patienten zu einer Infektionsquelle ein Erregernachweis nicht erforderlich, um eine Kohortenisolierung anzuwenden.
Bedingung für eine Kohortenisolierung ist auch die bestehende hohe Kontagiosität der Patienten bzw. eine leichte Übertragbarkeit der Erreger durch Tröpfchen- oder Kontaktinfektion.

## Typische Krankheitserreger bei einer Kohortenisolierung
Eine Kohortenisolierung wird in Krankenhäusern häufig bei Infektionen mit Humanen Noroviren, Humanen Rotaviren oder Influenzaviren angewandt. Zur Eindämmung multiresistenter Erreger werden Patienten, bei denen bereits ohne spezifische Erkrankung eine Besiedelung nachgewiesen wurde, in einer Kohortenisolierung untergebracht. Zu diesen Keimen zählen häufig gramnegative Bakterien mit einer Extended-Spectrum Beta-Lactamase (ESBL- bzw. MRGN-Keime) oder einem Nachweis von Methicillin-resistentem Staphylococcus aureus (MRSA). Aufgrund des vereinzelten Auftretens werden Keimträger von toxinbildenden Clostridioides difficile-Stämmen, EHEC, Shigellen, Vancomycinresistente Enterokokken (VRE) oder Glykopeptid-resistente Enterokokken (GRE) eher in einer Einzelisolierung betreut. Patienten mit einer offenen Tuberkulose werden aufgrund des wechselhaften Resistenzmusters nicht in einer Kohortenisolierung untergebracht, da eine wechselseitige Infektion mit unterschiedlich resistenten Stämmen nicht auszuschließen ist.